# Goldfield, Nevada
Goldfield är administrativ huvudort i Esmeralda County i Nevada. Vicesheriffen Virgil Earp, känd för att ha deltagit i revolverstriden vid O.K. Corral, avled 1905 i lunginflammation i Goldfield.

## Kända personer från Goldfield
- Walter S. Baring, politiker